# پارنگو ماره
پارنگو ماره (به لاتین: Parângu Mare) یک کوه در رومانی است که در شهرستان هوندوارا واقع شده‌است. پارنگو ماره ۲٬۵۱۹ متر بالاتر از سطح دریا واقع شده‌است.